# Marianne Grosse

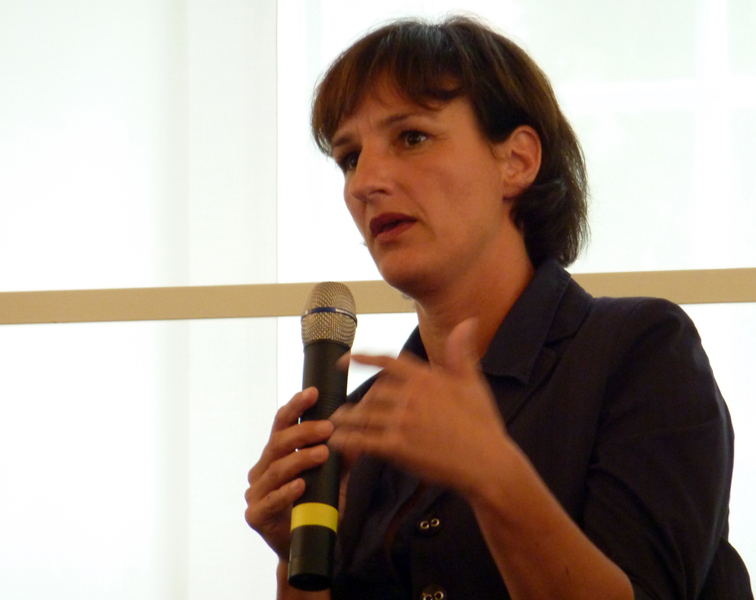
Marianne Grosse (2010)

Marianne Grosse (* 14. Oktober 1962 in Rendsburg) ist eine deutsche Politikerin (SPD).

## Ausbildung, Beruf und Familie
Grosse absolvierte eine Ausbildung zur staatlich geprüften Wirtschaftsassistentin und studierte Politikwissenschaften, Neuere Geschichte und Anglistik. Von 1992 bis 1998 war sie wissenschaftliche Mitarbeiterin des Bundestagsabgeordneten Eckhart Pick. Anschließend war sie bis 2001 Referatsleiterin für Reden und Öffentlichkeitsarbeit beim Minister für Arbeit, Soziales und Gesundheit des Landes Rheinland-Pfalz, Florian Gerster. Grosse ist verheiratet und hat drei Kinder. Sie wohnt seit 2018 in Mainz-Mombach.

## Politik
1982 trat Grosse der SPD bei. 1997 wurde sie Mitglied des Kreistages des Landkreises Mainz-Bingen, in dem sie zwei Jahre später zur stellvertretenden Fraktionsvorsitzenden gewählt wurde. 2001 wurde sie Vorsitzende des SPD-Verbands Bodenheim und Abgeordnete des rheinland-pfälzischen Landtags. Sie vertrat dort bis zum 11. Februar 2010 den Wahlkreis 30 (Ingelheim am Rhein) und war Mitglied des Ausschusses für Arbeit, Soziales, Familie und Gesundheit sowie des Ausschusses für Gleichstellung und Frauenförderung.
Marianne Grosse wurde am 10. Februar 2010 mit 33 gegen 22 Stimmen zur hauptamtlichen Beigeordneten der Landeshauptstadt Mainz gewählt. Ihr Bereich, Dezernat VI, umfasst die Bereiche Bauen, Denkmalpflege und Kultur. Damit ist sie Teilnachfolgerin sowohl des ehrenamtlichen Kulturdezernenten Peter Krawietz (der Schulbereich ging an Dezernat IV), sowie des ehemaligen Baudezernenten Norbert Schüler (der Bereich Sport ging an Dezernat II (Günter Beck) und der Bereich Verkehr an Dezernat V (damals Wolfgang Reichel und ab dem Folgejahr Katrin Eder). In ihrer Amtszeit wurde das Bebauungsplanverfahren für den Mainzer Zollhafen zum Satzungsbeschluss gebracht.
Am 17. Mai 2017 wurde Grosse mit 34 gegen 21 Stimmen für eine weitere Amtszeit als Bau- und Kulturdezernentin wiedergewählt.
Marianne Grosse war bis Mai 2018 Vorsitzende des SPD-Ortsvereins Nackenheim.